# Maddie Hinch
Maddie Hinch (née le 8 octobre 1988 à West Chiltington (Angleterre)) est une joueuse de hockey sur gazon britannique évoluant au poste de gardien de but, membre de l'équipe de Grande-Bretagne de hockey sur gazon féminin. 
Avec la Grande-Bretagne, elle est sacrée championne olympique en 2016 à Rio de Janeiro.